# Пауль Турк
Пауль Турк (нім. Paul Turck; 10 березня 1893, Люденшайд — 20 вересня 1926, Занкт-Аугустін) — німецький льотчик-ас, лейтенант Імперської армії.

## Біографія
Учасник Першої світової війни. 27 січня 1918 року вступив у 66-ту винищувальну ескадрилью і здобув 5 перемог, перш ніж був переведений у липні 1918 року у 21-шу винищувальну ескадрилью. У її складі Турк подвоїв рахунок своїх повітряних перемог і, як випливає з документів, з 14 серпня по 3 вересня 1918 року тимчасово командував 66-ю винищувальною ескадрильєю.